# Mercado de futuros (documental)
Mercado de futuros es una película documental española de 2011 dirigida por Mercedes Álvarez. Se trata de su segundo largometraje, incluido en el denominado "documental de autor", en el que retrata un país asolado por la burbuja inmobiliaria y la crisis financiera española . 

## Sinopsis
La película comienza con el desalojo de una casa, que se vacía de toda su memoria, y cómo todos los objetos terminaron en los Encantes viejos, de Barcelona. Alterna estas imágenes con las de agentes de bolsa, un congreso sobre liderazgo empresarial, un vendedor del rastro que atesora recuerdos y se resiste a vender, macrourbanizaciones y campos de golf, un huerto rodeado por el tráfico, la ciudad entera como espacio virtual de una feria inmobiliaria. La cámara se asoma a estos espacios y personajes mientras intenta dibujar algunos rasgos del nuevo aspecto del mundo. Esa forma de rodar denota influencia de los cineastas José Luis Guerín y Jacques Tati . 

## Reparto
- Elvira Prado

## Premios y nominaciones
- 2011: Mención especial al premio Asecan en el Festival de Cine Europeo de Sevilla [3]
- 2011: Premio Regard Neuf (Miradas nuevas)  en el festival Visions du Réel de Nyon [4] [5]
- 2011: Premio especial en el Buenos Aires Festival Internacional de Cine Independiente [6]
- 2011: Premio especial el Festival Iberoamericano de Cortometrajes ABC (FIBABC)
- 2011: Nominada al mejor documental en las Medallas del Círculo de Escritores Cinematográficos de 2011 . [7] [8]
- 2012: Premio Navaja de Buñuel, que reconoce a la película revelación del año, correspondiente a la XIII edición del Concurso Iberoamericano de cortometrajes, que convocan Versión española de TVE y la SGAE. [9]